# فرنسيسكو سانتوس ليال
فرنسيسكو سانتوس ليال (بالإسبانية: Francisco Santos Leal)‏ هو أستاذ جامعي ورياضياتي وكاتب إسباني، ولد في 28 مايو 1968 في بلد الوليد في إسبانيا.